# Karambolage-Europameisterschaften 2015
Die Karambolage-Europameisterschaften 2015 waren ein Billardturnier in der Sparte Karambolage und fanden vom 24. April bis zum 3. Mai 2015 im Stahlpalast in Brandenburg an der Havel statt. Insgesamt wurden 18 Europameisterschaften in verschiedenen Klassen, Disziplinen und Tischgrößen innerhalb von zehn Tagen abgehalten.

## Beschreibung

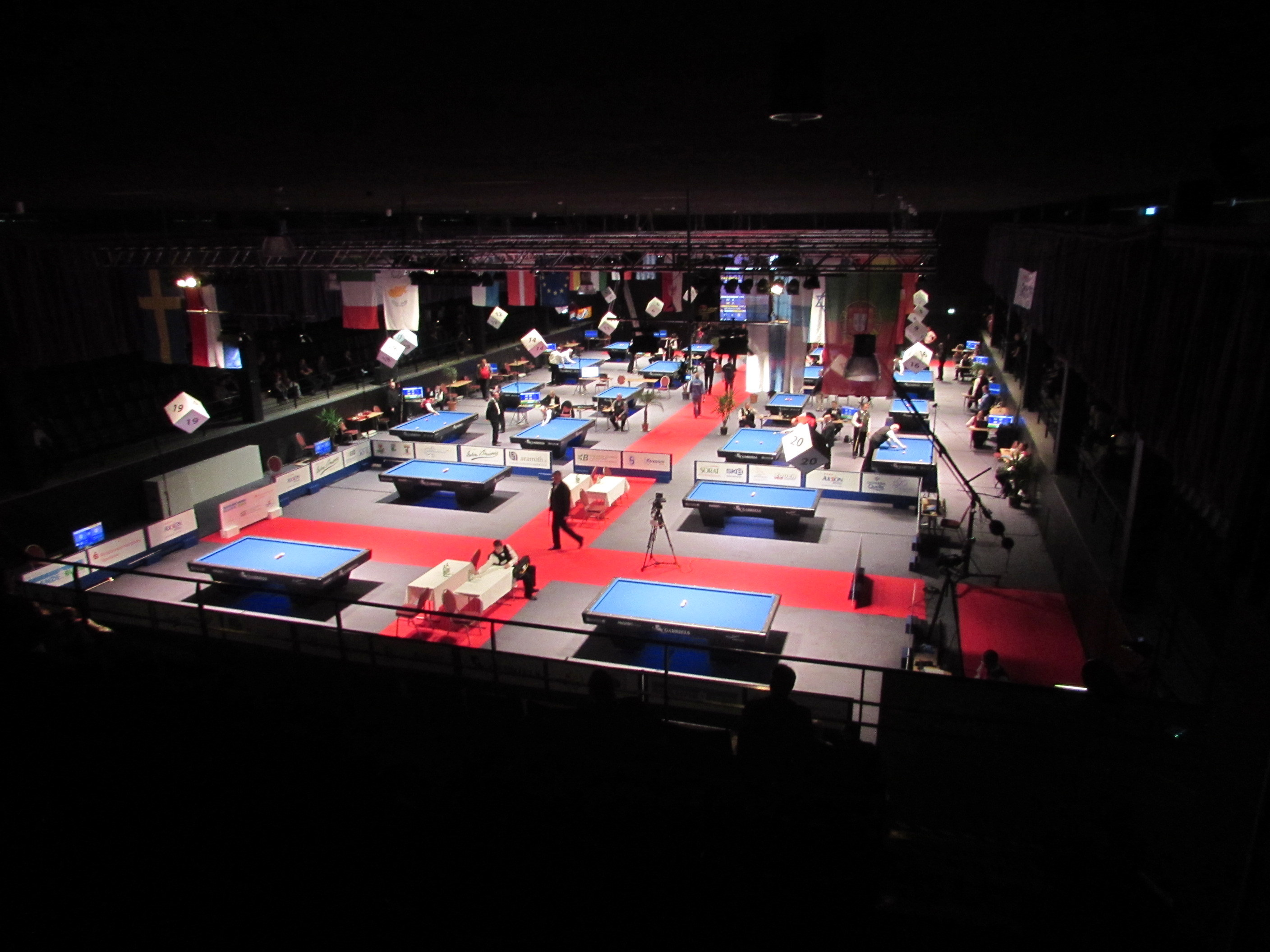
Ansicht der Halle mit den 20 Tischen

Zum zweiten Mal nach 2013 fanden die Europäischen Meisterschaften im Karambolage in Brandenburg an der Havel statt. Mit den Austragungen verschiedener EM im Poolbillard und Karambolage gilt die Stadt als bedeutender Austragungsort des europäischen Billardsports.
Wie schon beim Turnier zwei Jahre zuvor wurden alle Disziplinen, alle Altersklassen und alle Geschlechter in einem Turnier vereint. Die Teilnehmerzahl betrug über 500 Spieler. Gespielt wurde an 20 Brettern (12 Matchbillards, 8 kleine Billards) zeitgleich, täglich von morgens 9:00 Uhr bis 24:00 Uhr. Der französische Internet-TV-Sender Kozoom übertrug erneut live von der Veranstaltung. Der Zuschauer konnte sich unterschiedliche Tische beziehungsweise Disziplinen anschauen, fast alle Tische waren mit Kameras ausgestattet.
Gleichzeitig nutzte der CEB die Veranstaltung, um seinen jährlichen Kongress am 1. Mai vor Ort abzuhalten. Während des Kongresses gab der Präsident des Weltverbandes UMB, Jean-Claude Dupont, aus gesundheitlichen Gründen seinen Rücktritt bekannt. Nachfolger wurde der aus Valencia/Spanien stammende Fernando Requena, der von 1998 bis 2012 Präsident des spanischen Verbandes war.

## Disziplinen
Am Matchbillard wurden die Disziplinen Freie Partie, Cadre 47/2, Cadre 71/2, Einband, Dreiband, Kunststoß (Billard Artistique) und 5-Kegel-Billard gespielt, am kleinen Billard nur Freie Partie und Dreiband.

### Matchbillard

#### Dreiband

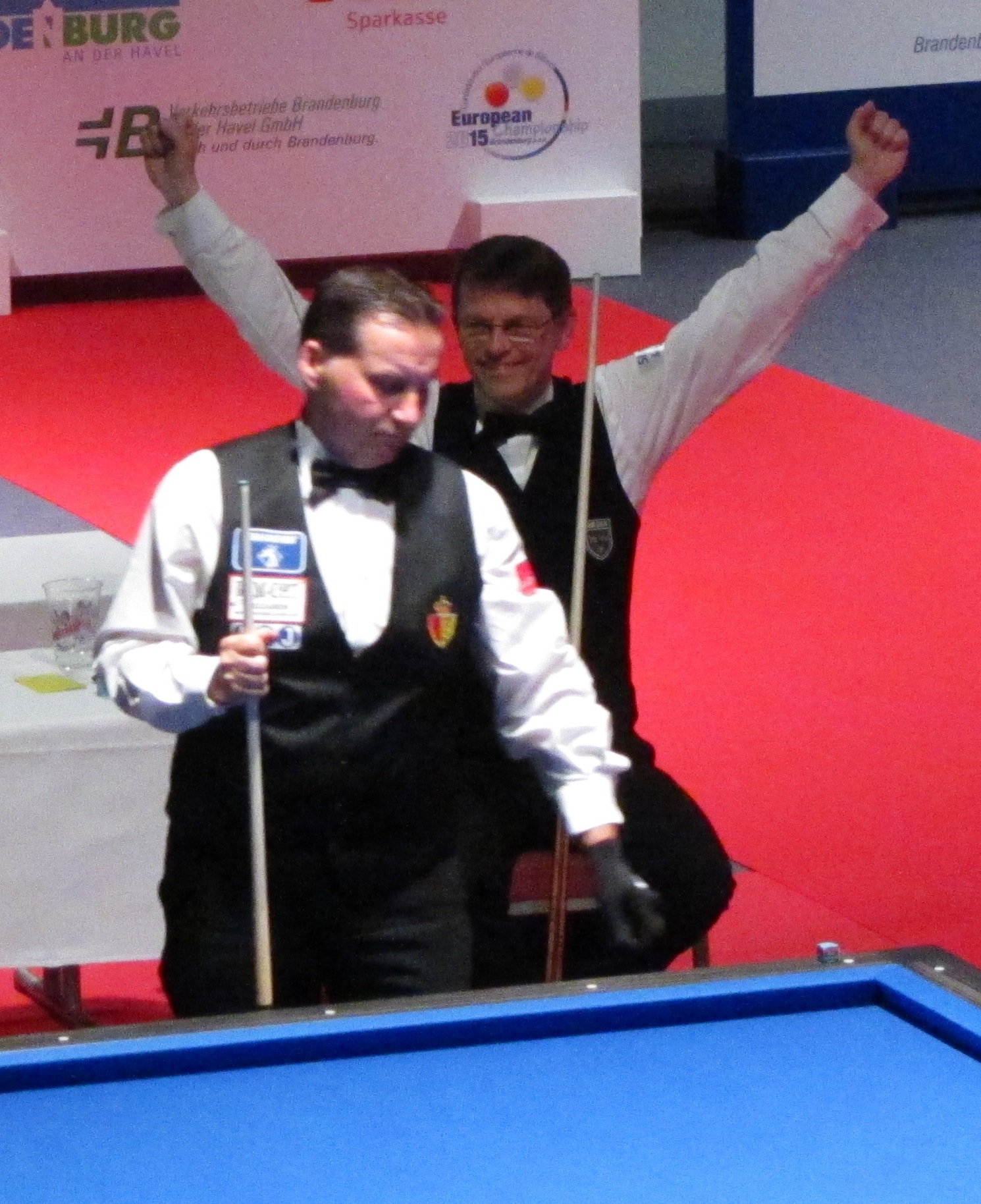
Blomdahl reißt zu seinem ersten internationalen Titel nach 10 Jahren die Arme hoch, nachdem Merckx im Nachstoß nicht mehr ausgleichen konnte.

- Männer (Einzel)

| Gold              | Silber      | Bronze                    | Ref.  |
| ----------------- | ----------- | ------------------------- | ----- |
| Torbjörn Blomdahl | Eddy Merckx | Dick Jaspers Adnan Yüksel | [ 4 ] |
| Halbfinalspiele   |             |                           |       |

- Damen (Einzel)

| Gold                  | Silber         | Bronze                             | Ref.  |
| --------------------- | -------------- | ---------------------------------- | ----- |
| Therese Klompenhouwer | Gülşen Degener | Guzin Karakasli Danielle Le Bruijn | [ 5 ] |

- Junioren/U21 (Einzel)

| Gold | Silber          | Bronze                         | Ref.  |
| --- | --------------- | ------------------------------ | ----- |
| Berkay Karakurt | Matthieu Franck | João Ferreira Gwendal Marechal | [ 6 ] |
| Finale zwischen Berkay Karakurt (Bruder des Junioren-Siegers 2013, Ömer Karakurt) aus der Türkei und dem Franzosen Matthieu Franck (sitzend). |                 |                                |       |

- Nationalmannschaften

| Gold                             | Silber                         | Bronze                                                  | Ref.  |
| -------------------------------- | ------------------------------ | ------------------------------------------------------- | ----- |
| Niederlande A 0(Jaspers/Burgman) | Belgien B 0(Caudron/Forthomme) | Türkei 0(Taşdemir/Yüksel) Deutschland A 0(Horn/Rudolph) | [ 7 ] |

#### Einband
- Männer (Einzel)

| Gold | Silber            | Bronze                          | Ref.  |
| --- | ----------------- | ------------------------------- | ----- |
| Frédéric Caudron | N.Gerassimopoulos | Bernhard Villiers Arnim Kahofer | [ 8 ] |
| Der Belgier Caudron gewann überlegen mit 120:52 gegen einen gut spielenden Gerassi- mopoulos, der am Finaltag schon zwei Cadre-Partien gespielt hatte. Caudron ver- teidigte damit erfolgreich seinen Titel von 2013 und holte sich seinen achten Titel. |                   |                                 |       |

#### Freie Partie
- Damen (Einzel)

| Gold                      | Silber                | Bronze                          | Ref.  |
| ------------------------- | --------------------- | ------------------------------- | ----- |
| Susanne Stengel- 0Ponsing | Mirjam Pruim- 0Emmens | Magali Declunder Veronique Ales | [ 9 ] |

- Junioren/U21 (Einzel)

| Gold          | Silber     | Bronze                  | Ref.   |
| ------------- | ---------- | ----------------------- | ------ |
| Sam van Etten | Ferry Jong | Ondrej Hosek Adam Kozák | [ 10 ] |

#### 5-Kegel-Billard
- Männer (Einzel)

| Gold | Silber        | Bronze                         | Ref.   |
| --- | ------------- | ------------------------------ | ------ |
| Michelangelo Aniello | Thomas Primon | Andrea Quarta Sandro Giachetti | [ 11 ] |
| Alter und neuer Europameister wurde Michelangelo Aniello gegen seinen Landsmann Thomas Primen. Die Disziplin wurde erwartungsgemäß von den Italienern dominiert, die auch beide Bronzemedaillen holten. Sie stellten im Viertelfinale sechs der acht Spieler. Thomas Hähne (DEU) und Angelo Cossu (CHE) komplettierten die Runde. |               |                                |        |

- Nationalmannschaften

| Gold    | Silber      | Bronze             | Ref.   |
| ------- | ----------- | ------------------ | ------ |
| Italien | Deutschland | Frankreich Schweiz | [ 12 ] |

- Junioren/U21 (Einzel)

| Gold            | Silber          | Bronze                 | Ref.   |
| --------------- | --------------- | ---------------------- | ------ |
| Domenico Forino | Giovanni Forino | Max Gabel Jonas Threms | [ 13 ] |

#### Kunststoß
- Männer (Einzel)

| Gold         | Silber     | Bronze                  | Ref.   |
| ------------ | ---------- | ----------------------- | ------ |
| Serdar Gümüs | Walter Bax | Erik Vervliet Baris Cin | [ 14 ] |

#### Cadre 47/2
- Männer (Einzel)

| Gold             | Silber           | Bronze                       | Ref.   |
| ---------------- | ---------------- | ---------------------------- | ------ |
| Xavier Gretillat | Thomas Nockemann | Eddy Leppens Patrick Niessen | [ 15 ] |

#### Cadre 71/2
- Männer (Einzel)

| Gold           | Silber          | Bronze                       | Ref.   |
| -------------- | --------------- | ---------------------------- | ------ |
| Raymund Swertz | Dave Christiani | Thomas Nockemann Raul Cuenca | [ 16 ] |

### Kleines Billard

#### Dreiband
- Dreiband (Einzel)

| Gold          | Silber          | Bronze                      | Ref.   |
| ------------- | --------------- | --------------------------- | ------ |
| Kenny Miatton | Steve van Acker | Ömer Karakurt Dirk Harwardt | [ 17 ] |

* Herren (Club-Teams)
| Gold        | Silber      | Bronze                 | Ref.   |
| ----------- | ----------- | ---------------------- | ------ |
| BC Andernos | Mecidiyeköy | BC Havirov C.B. Mataro | [ 18 ] |

- Jugend/U17 (Einzel)

| Gold        | Silber      | Bronze                          | Ref.   |
| ----------- | ----------- | ------------------------------- | ------ |
| Arda Güngör | Daniel Pena | Adria Garcia Duenas Marcel Back | [ 19 ] |

#### Freie Partie
- Jugend/U17 (Einzel)

| Gold           | Silber         | Bronze                    | Ref.   |
| -------------- | -------------- | ------------------------- | ------ |
| Simon Blondeel | Pierre Martory | Michael Ramge Bryan Eelen | [ 20 ] |

- Junioren/U19 (Club-Teams)

| Gold       | Silber                | Bronze   | Ref.   |
| ---------- | --------------------- | -------- | ------ |
| DBC Bochum | Billard Club Osselien | BV Horna | [ 21 ] |

## Medaillenspiegel
| Platz | Nation       | Gold | Silber | Bronze | ∑  |
| ----- | ------------ | ---- | ------ | ------ | -- |
| 1     | Niederlande  | 4    | 3      | 2      | 9  |
| 2     | Türkei       | 3    | 3      | 4      | 10 |
| 3     | Deutschland  | 3    | 2      | 6      | 11 |
| 4     | Italien      | 3    | 2      | 2      | 7  |
| 5     | Belgien      | 2    | 4      | 5      | 11 |
| 5     | Frankreich   | 1    | 3      | 5      | 9  |
| 7     | Schweiz      | 1    | 0      | 1      | 2  |
| 8     | Schweden     | 1    | 0      | 0      | 1  |
| 9     | Spanien      | 0    | 1      | 3      | 4  |
| 10    | Griechenland | 0    | 1      | 0      | 1  |
| 11    | Tschechien   | 0    | 0      | 3      | 3  |
| 12    | Dänemark     | 0    | 0      | 1      | 1  |
| 12    | Österreich   | 0    | 0      | 1      | 1  |
| 12    | Portugal     | 0    | 0      | 1      | 1  |